# Sheena Tosta
Sheena Tosta, geborene Johnson (* 1. Oktober 1982 in Camden, New Jersey), ist eine ehemalige US-amerikanische Hürdenläuferin, die sich auf die 400-Meter-Strecke spezialisiert hat.
Die dreimalige US-Juniorenmeisterin wurde 2003 und 2004 NCAA-Meisterin. Als Siegerin bei den US-Ausscheidungskämpfen (Trials) für die Olympischen Spiele 2004 wurde sie in Athen Vierte.
2006 und 2007 wurde sie US-Vizemeisterin. Bei den Panamerikanischen Spielen 2007 in Rio de Janeiro gewann sie Gold, bei den Weltmeisterschaften in Osaka kam sie allerdings nicht über das Halbfinale hinaus.
2008 wurde sie Dritte bei den Trials und gewann dann bei den Olympischen Spielen in Peking die Silbermedaille.
Sheena Tosta ist 1,65 m groß und wiegt 58 kg. Sie studierte an der UCLA, lebt in Los Angeles und wird von Bob Kersee trainiert. Seit März 2008 ist sie mit Joey Tosta verheiratet.

## Persönliche Bestzeiten
- 100 m: 11,68 s, 13. Mai 2006
- 200 m: 23,42 s, 21. April 2007
- 400 m: 52,14 s, 14. Juni 2009
- 100 m Hürden: 12,75 s, 11. Juni 2004
- 400 m Hürden: 52,95 s, 11. Juli 2004